# Eduardo Gudin
Eduardo dos Santos Gudin, dit Eduardo Gudin, né à São Paulo le 14 octobre 1950, est un compositeur, guitariste, arrangeur, producteur de musique et professeur brésilien. Il a composé plus de trois cents chansons, enregistrées par plusieurs interprètes. Il était marié à la chanteuse Vânia Bastos.

## Biographie
Sa carrière commence à l'âge de 16 ans, en 1966, lorsqu'il est invité par Elis Regina à jouer dans "O Fino da Bossa", une émission musicale sur TV Record.
En 1968, il compose la chanson "Choro do Amor Vivido" avec Walter de Carvalho, interprétée par Os Três Morais et arrangée par Hermeto Pascoal pour le "Festival de Música Popular Brasileira", dans lequel se produisent aussi Chico Buarque, Edu Lobo et Caetano Veloso. 
En 1969, il atteint la 3e place du même festival, avec "Gostei de Ver", composée avec Marco Antônio Ramos, interprétée par Márcia et les Originals do Samba (connus au Brésil sous le nom d’Os Originais do Samba). Cette même année, "Lá Se Vai Meus Anéis", composée avec Paulo Cesar Pinheiro et toujours interprétée par Originals do Samba (connus au Brésil sous le nom d’Os Originais do Samba), remporte le 4e Festival Universitaire de TV Tupi.
Engagé par le label Odéon, il sort quatre albums : « Eduardo Gudin » (1973), avec ses arrangements et ceux de José Briamonte et Hermeto Pascoal ;  "O importante e que a Nossa Emoção Sobreviva" volumes I (1974) et II (1976), avec les chansons du spectacle O Melhor É que Nossa Emoção Sobreviva, interprétées par lui, Márcia et Paulo César au Teatro Oficina, à São Paulo ;  et l'album "Mãos Vazias" (1975).
En 1978, sur le label Continental, il sort "Coração Marginal" et, en 1981, indépendamment, l'album "Fogo Calmo das Velas".  "Ensaio do Dia" (1983) et "Balãozinho" (1986), sont ses deux derniers albums avec le label Continental. 
Gudin a créé et dirigé le premier Festival universitaire de TV Cultura, en 1979, qui a lancé des artistes d'avant-garde comme Arrigo Barnabé.
En 1985, il crée le Festival dos Festivais sur TV Globo dans lequel la chanson "Verde", composée avec Costa Netto, arrive troisième et lance la chanteuse Leila Pinheiro. A cette époque, il compose avec Arrigo Barnabé et Roberto Roberti le thème d'ouverture de "Cidade Oculta", un film de Chico Botelho.
Il a été le créateur, avec Arrigo Barnabé, de l'Orquestra Jazz Sinfônica, dont il a été le directeur artistique de 1989 à 1991. Il a également été l'un des fondateurs de l'ULM – Universidade Livre de Música, où il a donné des cours de composition. 
En 1994, il produit l'album "Beth Carvalho Canta o Samba de São Paulo", qui reçoit le Sharp Award du meilleur disque de samba.
Tout au long de sa carrière, il a conçu et réalisé plusieurs projets et spectacles importants et noué de nombreux partenariats, notamment avec Paulo César Pinheiro, Hermínio Belo de Carvalho, Paulo Vanzolini, Aldir Blanc, Paulinho da Viola, Elton Medeiros, Francis Hime, Sérgio Natureza, Roberto Roberti, Cacaso, Carlos Lyra, Ivan Lins et Guinga, entre autres, en plus de ceux déjà mentionnés.

## Discographie
- Eduardo Gudin (1973)
- O importante é que a nossa emoção sobreviva (1975)
- Mãos vazias (1975)
- O importante é que a nossa emoção sobreviva II (1976)
- Coração Marginal (1978)
- Fogo calmo das velas (1981)
- Ensaio do dia (1984)
- Balãozinho (1986)
- Eduardo Gudin e Vânia Bastos (1989)
- Eduardo Gudin e Notícias dum Brasil (1995)
- Tudo o que mais nos uniu - Eduardo Gudin, Paulo César Pinheiro e Marcia (1996)
- Luzes da mesma luz. Eduardo Gudin e Fátima Guedes (2001)
- Eduardo Gudin & Notícias dum Brasil-Pra tirar o chapéu (1998)
- Eduardo Gudin & Notícias dum Brasil-Um jeito de fazer samba (2006)
- Leila Pinheiro & Eduardo Gudin - Pra iluminar (2009)
- Eduardo Gudin & Notícias dum Brasil - 3 Tempos (DVD - 2012)
- Eduardo Gudin & Notícias dum Brasil - 4 (2015)
- Eduardo Gudin e Léla Simões (2019)